# 库尔塔孔
库尔塔孔（法語：Courtacon，法語發音：[kuʁtakɔ̃] ⓘ）是法国塞纳-马恩省的一个市镇，属于普罗万区。

## 地理
库尔塔孔（48°41'44"N, 3°17'28"E）面积11.88 平方千米，位于法国法蘭西島大區塞纳-马恩省，该省份为法国北部内陆省份，北起瓦兹省，西接埃松省、马恩河谷省、塞纳-圣但尼省和瓦兹河谷省，南至卢瓦雷省，东南接约讷省，东临马恩省和奥布省，东北接埃纳省。
与库尔塔孔接壤的市镇（或旧市镇、城区）包括：莱马雷、圣马尔-维约迈松、布里地区欧热、塞尔讷、尚瑟内、布里地区勒东。

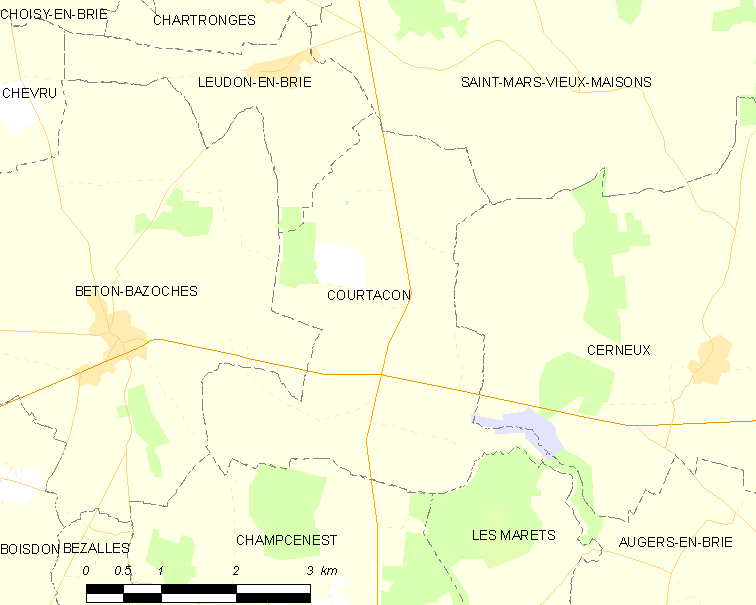
库尔塔孔的OSM定位图

库尔塔孔的时区为UTC+01:00、UTC+02:00（夏令时）。

## 行政
库尔塔孔的邮政编码为77560，INSEE市镇编码为77137。

## 政治
库尔塔孔所属的省级选区为普罗万县。

## 人口

1962-2008年间库尔塔孔人口变化图示

库尔塔孔于2022年1月1日时的人口数量为244人。